# Chambre des communes du Royaume-Uni
Pour les autres articles nationaux ou selon les autres juridictions, voir Chambre des communes.
 (décembre 2021).
Si vous disposez d'ouvrages ou d'articles de référence ou si vous connaissez des sites web de qualité traitant du thème abordé ici, merci de compléter l'article en donnant les références utiles à sa vérifiabilité et en les liant à la section « Notes et références ».
59e législature
Palais de Westminster
La Chambre des communes (en anglais : House of Commons) — communément abrégée en « les Communes » (the Commons en anglais) —, est la chambre basse du Parlement britannique, siégeant au palais de Westminster. Le Parlement comprend également le roi et la chambre haute, la Chambre des lords.
La Chambre des communes est élue au suffrage universel direct : elle se compose de 650 députés (Members of Parliament ou MPs), représentant chacun une circonscription et élus au scrutin uninominal majoritaire à un tour. Le mandat de la chambre est de cinq ans maximum, mais peut prendre fin avant son terme en étant dissoute par le souverain sur demande du Premier ministre, qui peut ainsi à tout moment fixer lui-même la date des élections générales.
Le gouvernement britannique est responsable devant la Chambre des communes : la majorité de ses membres, dont le Premier ministre, sont généralement membres de la Chambre des communes. Ils peuvent aussi siéger à la Chambre des lords, devant détenir un mandat parlementaire pour prendre part au pouvoir exécutif. Depuis le Parliament Act de 1911, la Chambre des communes peut dans certaines conditions adopter un projet de loi sans le consentement de la Chambre des lords.

## Rôle et fonctionnement

### Relation avec le gouvernement

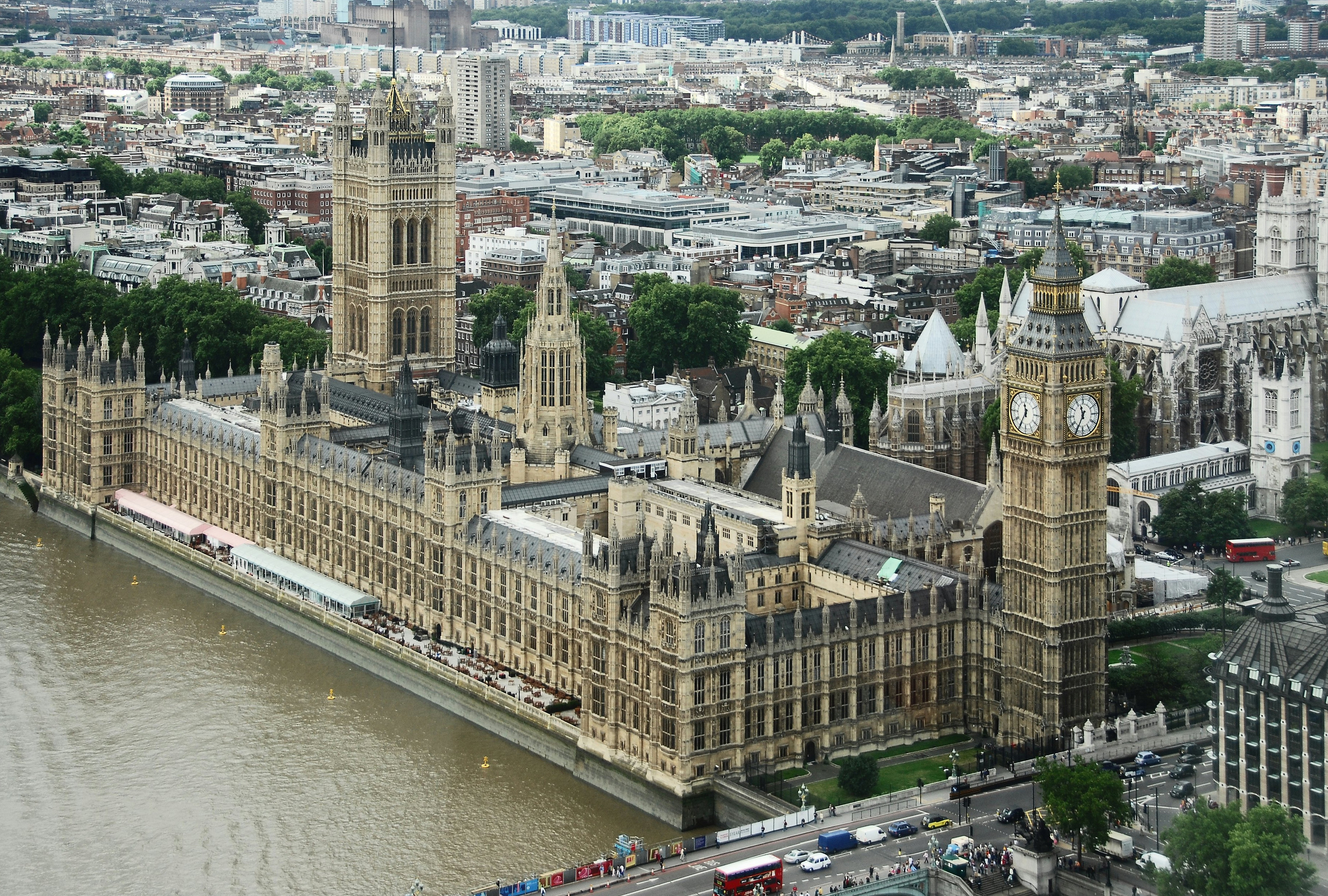
Le palais de Westminster à Londres, siège de la chambre des communes.

La Chambre des communes est la chambre basse du Parlement britannique. Selon le système de Westminster en vigueur au Royaume-Uni, le gouvernement est responsable devant la Chambre des communes. En pratique, cela signifie que le Premier ministre — lui-même toujours membre de la chambre depuis 1963 — ne peut se maintenir au pouvoir s'il n'y dispose pas d'une majorité ou, du moins, si une majorité se forme contre lui.
En pratique, à l'issue d'une élection générale, le leader du parti politique disposant d'une majorité ou, s'il n'y a pas de majorité et qu'une coalition est nécessaire, le Leader du principal parti de la coalition est nommé Premier ministre par le monarque. Le Leader du principal parti qui ne forme pas le gouvernement est le leader de l'opposition.
La Chambre peut refuser la confiance au gouvernement en refusant une motion de confiance ou en adoptant une motion de défiance. Une telle motion peut être rédigée explicitement (« That this House has no confidence in His Majesty's Government. ») mais certains votes sont également considérés comme des votes de confiance, notamment le vote du budget. Quand un gouvernement perd la confiance de la Chambre des communes, le Premier ministre peut présenter sa démission au souverain, laissant ainsi la place à un nouveau Premier ministre qui peut disposer d'une majorité, ou demander la dissolution du Parlement et la convocation de nouvelles élections.
Auparavant, le mandat de la chambre durait cinq ans maximum et le Premier ministre pouvait demander au monarque de dissoudre le Parlement à tout moment et ainsi fixer lui-même la date des élections. Depuis le vote du Fixed-term Parliaments Act en 2011, le mandat de la Chambre des communes est fixé à cinq ans et le Parlement ne peut être dissous plus tôt que si le gouvernement perd la confiance de la chambre et qu'aucun autre gouvernement n'est formé.
Si un Premier ministre démissionne en cours de mandat pour une autre raison que la perte de confiance de la chambre, le nouveau leader du parti qui forme le gouvernement est désigné Premier ministre.
Par convention, tous les ministres doivent être membres de l'une ou l'autre chambre du Parlement. Depuis 1902, tous les Premiers ministres sont membres de la Chambre des communes, la seule exception a été Alec Douglas-Home en 1963, qui siégeait à la Chambre des lords à sa nomination mais s'est immédiatement fait élire à la Chambre des communes ensuite. De nos jours, la grande majorité des ministres sont membres de la Chambre des communes.
La Chambre des communes surveille le travail des ministres notamment lors des périodes des questions (Question Time). Les plus suivies sont les questions au Premier ministre, qui ont lieu une fois par semaine, généralement le mercredi. Les députés ont également la possibilité de poser des questions écrites et surveillent l'action du gouvernement par le travail des select committees de la chambre.

### Législation
Les projets de loi (bill) peuvent être déposés à la Chambre des communes ou à la Chambre des lords, à l'exception des projets de loi de finances qui sont d'abord examinés par les communes.
Depuis 1911, la Chambre des communes peut adopter seule un projet de loi, la Chambre des lords ne disposant plus que du droit de retarder la législation. Par convention, la Chambre des lords ne s'oppose pas aux projets de loi promis dans le programme électoral du gouvernement élu.

### Président
Au début de chaque mandat, la Chambre des communes élit son président, appelé Speaker. Une fois élu, le président doit recevoir l'approbation du monarque, mais de nos jours celle-ci est toujours accordée. Le président est assisté de trois adjoints, le plus important d'entre eux portant le titre de président des voies et moyens (Chairman of Ways and Means).
Lorsqu'il préside la chambre, le président ou son adjoint porte une robe noire. Si un député croit que le règlement de la chambre a été violé, il peut soulever un « point of order » sur lequel le président doit se prononcer sans possibilité d'appel. Le président a un pouvoir disciplinaire sur les députés qui violent les règles de la chambre.
Par tradition, le président et ses adjoints sont non partisans : ils ne votent pas et ne participent pas aux affaires des partis politiques. Par convention, un président qui se présente à sa réélection au Parlement n'a pas d'opposition (de la part des grands partis) dans sa circonscription.
Le Président assoit sur un grand fauteuil vert (Speaker's Chair) qui domine la chambre ; les bancs des députés du gouvernement se trouvent sur sa droite, et ceux de l'opposition se trouvent sur sa gauche.
Le greffier de la chambre (Clerk of the House) conseille le président sur le règlement et signe les textes adoptés par la Chambre des communes.
Le sergent-d'armes (Serjeant-at-Arms) est responsable de la sécurité. Il est chargé de transporter la masse cérémonielle, symbole de l'autorité de la Couronne et sans laquelle la chambre ne peut pas siéger.

## Histoire

La Chambre des communes au début du XIXe siècle.

Les plus vieux ancêtres de la Chambre des communes sont probablement les conseillers royaux : ce « conseil royal » qui se réunit régulièrement comprend des membres du clergé, des nobles et des représentants des différents comtés (appelés « chevaliers des comtés »). Le principal rôle de ce conseil est d'approuver les nouvelles taxes proposées par la Couronne. Toutefois, dans la plupart des cas, le conseil exige la satisfaction des doléances du peuple avant de procéder au vote sur les taxes. C'est ainsi que les premiers pouvoirs législatifs voient le jour.
C'est en 1295, dans ce qui est plus tard appelé le Parlement modèle, que des membres du clergé et de l'aristocratie ainsi que des représentants des divers comtés traditionnels d'Angleterre sont rassemblés par le roi Édouard Ier pour la première fois. Sa forme est le modèle du futur Parlement britannique, d’où son nom. Le roi a simplement besoin de susciter l’adhésion des citoyens du royaume à l'augmentation des taxes pour ses nombreuses guerres. Le Parlement modèle, équivalent des États généraux en France, a mission de représenter les différentes populations de contribuables des circonscriptions et de répartir les nouveaux impôts entre elles, mais il ne participe à la création d'aucune loi. D'abord monocaméral, le Parlement est divisé en deux chambres au cours du règne d'Édouard III : les chevaliers (représentant la population des comtés) et les bourgeois (représentant la population des bourgs) forment la Chambre des communes; le clergé et les nobles la Chambre des lords.
Bien qu'ils restent subordonnés à la fois à la Couronne et aux Lords, les parlementaires de la Chambre des communes se mettent à agir avec de plus en plus d'insubordination. Au cours de la session parlementaire du 28 avril au 10 juillet 1376 (appelée Good Parliament, en français « Bon Parlement »), le président de la Chambre des communes, Sir Peter de la Mare, se plaint de taxes trop lourdes, exige une plus grande lisibilité des dépenses royales et remet en cause la gestion des dépenses militaires du roi. Les parlementaires de la Chambre des communes œuvrent dans l'objectif de destituer certains des ministres proposés par le Roi (procédure d'impeachment). Ce président un peu trop audacieux fut emprisonné ; il fut toutefois relâché à la mort d'Édouard III. Au cours du règne du monarque suivant, Richard II, les parlementaires de la Chambre des communes recommencent à essayer de destituer certains ministres. Ils insistent pour ne plus contrôler seulement les taux d'imposition mais aussi les dépenses publiques. Bien qu'elle gagne progressivement en pouvoir et en autorité, la Chambre des communes reste moins puissante que la Chambre des lords ou que la Couronne.
De plus, la Couronne acquiert un pouvoir supplémentaire après les guerres civiles de la fin du XVe siècle qui mettent fin au pouvoir des grands nobles. Les deux Chambres du parlement conservent peu de pouvoir au cours des années qui suivent et le pouvoir absolu du Souverain est restauré. Il ne cesse d'augmenter sous la dynastie des Tudors au cours du XVIe siècle. Pour s’assurer le contrôle du Parlement, la Couronne multiplie la création de nouveaux sièges aux Communes, dont le nombre passe de 308 en 1558 à 372 lors de la session de 1601 (222 au début du XVIe siècle). Les villes ainsi honorées ont tendance à élire des candidats favorables au gouvernement. Toutefois, cette tendance connaît une inflexion lorsque la dynastie des Stuarts arrive sur le trône dès 1603. Les deux premiers rois Stuarts, Jacques Ier et Charles Ier, doivent affronter la Chambre des communes sur des thèmes tels que les taxes, la religion ou les pouvoirs royaux.
Les affrontements avec Charles Ier sont tels qu'ils finirent en guerre civile : la Première révolution anglaise (English Civil War). En 1649, le roi est décapité, la monarchie et la Chambre des lords abolies. Bien que le pouvoir de la Chambre des communes soit en théorie devenue suprême, la nation est en fait sous le contrôle d'une junte militaire sous le joug d'Oliver Cromwell qui finit par abolir le Parlement en 1653. La monarchie et la Chambre des lords sont restaurées en même temps que la Chambre des communes en 1660, peu après la mort de Cromwell. Le pouvoir de la Couronne est largement diminué et le sera encore davantage lorsque Jacques II fut renversé au cours de la Glorieuse Révolution (également appelée Seconde Révolution anglaise) de 1688-1689.
Le XVIIIe siècle est marqué par la création et le développement du poste de Premier ministre. La conception actuelle selon laquelle le gouvernement est censé rester au pouvoir aussi longtemps qu'il est soutenu par le Parlement connaît très vite une certaine réalité : la première fois qu'une motion de censure est utilisée contre un Premier ministre, ce fut à l'occasion de l'échec rencontré par le gouvernement de Lord North à mettre fin à la guerre d'indépendance des États-Unis. Il a toutefois fallu un certain temps pour que la motion de censure s'institutionnalise véritablement. De même, la tradition selon laquelle le Premier ministre est censé être issu de la Chambre des communes et pas de la Chambre des lords met un certain temps à se mettre en place.
Au cours du XIXe siècle, la Chambre des communes connaît une importante période de réforme. La Couronne fait un usage abusif de sa prérogative d'attribuer des privilèges électoraux à certaines circonscriptions électorales : de nombreuses villes qui avaient perdu de leur importance démographique au cours du siècle conservent leur pouvoir électoral. Le plus célèbre de ces bourgs pourris (rotten boroughs) est celui de Old Sarum qui n'a que 11 électeurs pour 2 parlementaires à la Chambre des communes, alors qu'au même moment, des villes telles que Manchester n'ont pas de parlementaires pour les représenter individuellement. La Chambre des communes tente de faire remarquer ces anomalies à la Couronne en faisant adopter une loi réformatrice en 1831 : au début, la Chambre des lords refuse de faire adopter le projet de loi, mais très vite les Lords sont forcés par le Premier ministre Charles Grey qui, sur les conseils du roi Guillaume IV, inonde la Chambre des lords de Lords favorables à la réforme. Le Reform Act de 1832, aussi connu sous le nom de « Loi de la Grande réforme », abolit les bourgs pourris, établit de strictes conditions pour les droits électoraux des bourgs et attribua une représentation équitable aux grandes villes. Dans les années qui suivirent, les parlementaires de la Chambre des communes devinrent de plus en plus exigeants et influents : leur pouvoir ayant été remis en cause par la crise autour du projet de loi contre les rotten boroughs, les Lords furent de moins en moins enclins à rejeter les projets de lois adoptés par la Chambre des communes à une grande majorité ; il devient politiquement admis que le soutien seul de la Chambre des communes suffit à ce que le Premier ministre reste au pouvoir.
Au cours de la seconde partie du XIXe siècle, de nombreuses réformes sont mises en place. Le Reform Act de 1867 restreint le montant des impôts qu'il est nécessaire de payer pour pouvoir élire ses représentants et attribua des sièges parlementaires à plusieurs villes industrielles grandissantes. L'électorat est encore élargi par la loi sur la représentation électorale (Representation of the People Act) de 1884 avec une nouvelle réduction du montant des impôts nécessaires. La loi sur la redistribution des sièges (Redistribution of Seats Act) de 1885 instaure le principe : une circonscription, un représentant à la Chambre des communes.
Autre étape importante dans l'histoire de la Chambre des communes : l'adoption, en 1908, sous l'égide du Parti libéral, d'un certain nombre de lois favorisant la mise en place d'un État-providence (ce qui poussa, avec la course aux armements entreprise avec l'Allemagne, le Gouvernement à encore augmenter les taxes). En 1909, le ministre des finances et du trésor, David Lloyd George a tenté de mettre en place le People's Budget qui imposait une nouvelle taxe sur les riches propriétaires fonciers ; toutefois, la loi ne parvint pas à obtenir l'approbation de la très conservatrice Chambre des lords. La réduction du pouvoir des Lords ayant été leur cheval de bataille, le Parti libéral obtint de nouveau la majorité en janvier 1910. Herbert Henry Asquith proposa donc que les pouvoirs de la Chambre des lords soient sévèrement réduits. Les négociations autour du projet de loi ont été brièvement interrompues par la mort du roi Édouard VII mais ont vite repris sous le règne du nouveau monarque, George V : en décembre 1910, la loi était quasiment adoptée. Le Premier ministre, allié au roi, menaça de diluer le pouvoir de la Chambre des lords en créant 500 nouveaux postes de Lords favorables aux idées du Parti libéral si les Lords refusaient l'adoption de la loi (la même menace avait été utilisée auparavant pour forcer la Chambre des lords à accepter le Reform Act de 1832). Le Parliament Act entra donc en vigueur en 1911, détruisant ainsi l'égalité législative qui régnait entre les deux Chambres. Il fut seulement accordé à la Chambre des lords de conserver le pouvoir de retarder l'adoption des lois (pour un maximum de trois sessions parlementaires ou de deux années calendaires ; réduit à deux sessions parlementaires ou une année calendaire par le Parliament Act de 1949). À compter de l'adoption de ces lois, la Chambre des communes reste la branche dominante du Parlement, en théorie comme en pratique.
Jusqu'au XXe siècle, les parlementaires de la Chambre des communes (MPs) ne sont pas payés : la plupart des élus ont des salaires privés, même si quelques-uns s'appuient sur des aides financières. Les premiers MPs travaillistes reçoivent un salaire des syndicats, mais la Chambre des lords illégalise cette pratique en 1910. En conséquence, une clause est incluse dans le Parliament Act de 1911 qui prévoit la rémunération des députés. Les ministres, quant à eux, sont payés depuis l'instauration de leurs fonctions.

## Organisation
La Chambre des communes présente plusieurs particularités par rapport aux parlements existant dans les autres pays. Ainsi il n'est pas organisé en hémicycle, mais en une salle rectangulaire dans laquelle la majorité et l’opposition se font littéralement face-à-face, assises sur des bancs. Au centre se trouve le « Speaker » qui préside la chambre. Les députés de la majorité occupent systématiquement le banc situé à droite du président de la chambre, tandis que ceux de l'opposition sont assis sur le banc d'en-face, situé à gauche du président. En cas d'alternance politique, la nouvelle et l'ancienne majorité changent donc de banc et donc de position, de telle sorte que la majorité du moment est toujours située à droite du président, là où dans les autres parlements, les députés s'assoient à droite ou gauche selon leurs orientations politiques (droite ou gauche). Le 3 septembre 2019, le député Philip Lee en se levant, puis traversant la Chambre des communes pour s'assoir en face sur le banc des Libéraux-démocrates, manifeste ainsi donc physiquement sa défection et son passage dans l'opposition, faisant perdre au Premier ministre Boris Johnson sa majorité parlementaire en plein processus du retrait du Royaume-Uni de l'Union européenne (sa majorité parlementaire ne tenait qu'à un siège d'avance).

## Mode de scrutin
La Chambre des communes est dotée de 650 sièges pourvus pour cinq ans au scrutin uninominal majoritaire à un tour dans autant de circonscriptions. Sur ces 650 sièges, 533 représentent l'Angleterre, 59 l’Écosse, 40 le pays de Galles et 18 l'Irlande du Nord. Une réorganisation des circonscriptions visant à abaisser le total à 600 sièges est en projet, mais n'a pas encore été votée par les deux chambres du Parlement.
Depuis 1950, chaque député représente une circonscription électorale. Le découpage électoral est effectué en Angleterre, en Écosse, au pays de Galles et en Irlande du Nord par une commission de délimitation (Boundary Commission) qui révise les circonscriptions tous les 8 à 12 ans.
Les élections ont toujours lieu un jeudi. Sont électeurs les personnes résidant au Royaume-Uni qui sont citoyens britanniques, d'un territoire britannique d'outre-mer, de la république d'Irlande ou d'une nation du Commonwealth. Les citoyens britanniques vivant à l'étranger sont autorisés à voter pendant 15 ans après avoir quitté le pays.
En cas de vacance d'un siège (à cause de la démission, l'incapacité ou la mort en cours de mandat de son député), une élection partielle (by-election) est organisée, encore, toujours un jeudi.

### Date des élections
Le mandat de la Chambre est d'un maximum de cinq ans, mais n'est pas fixé à une durée d'exactement cinq ans, permettant au Premier ministre de convoquer les élections à une date de son choix. De jure, le Premier ministre en fait la demande au Monarque britannique, mais en pratique celui ci ne s'oppose jamais à une décision du premier ministre.
La loi électorale, révisée en 2013, impose que la Chambre des communes soit dissoute 25 jours ouvrables avant les élections. Le Premier ministre peut néanmoins déplacer le jour du scrutin jusqu'à deux mois après la date prévue, mais doit pour cela obtenir l'assentiment des deux chambres.
De 2011 à 2022, la chambre disposait d'un mandat fixe de cinq ans, selon une réforme appelée Fixed Term Parliaments Act. Le Premier ministre britannique ne pouvait plus comme auparavant dissoudre la Chambre des communes sur simple demande faite au souverain. Les élections étaient fixées au premier jeudi du mois de mai de la cinquième année suivant les précédentes élections.
Des élections anticipées pouvaient cependant toujours avoir lieu dans plusieurs cas de figure entraînant une dissolution de la Chambre des communes avant la date prévue. Dans le cadre de la loi de 2011, une telle dissolution pouvait en effet être décidée par le vote d'une résolution à la majorité des deux tiers du total de ses membres, soit 434 voix sur 650. Les élections générales de 2017 ont ainsi été convoquées par ce biais sur proposition de la Première ministre Theresa May, avec trois ans d'avance sur la date prévue. La Chambre pouvait également être dissoute si elle renversait le gouvernement par le biais d'une motion de censure et que celui-ci n'était pas remplacé dans les deux semaines.
Ces conditions n'étaient cependant régies que par une simple loi électorale, un texte de loi qui peut être modifiée à la majorité absolue. Le Parti conservateur exprime dès 2017 son intention de modifier la loi pour en assouplir les conditions, avant d'y procéder deux ans plus tard. La dissolution effectuée pour les élections générales de 2019 a ainsi lieu par le biais du vote d'une loi distincte, soumise au processus parlementaire ordinaire, par laquelle la Chambre modifie simplement la date de fin de sa législature en l'avançant du 5 mai 2022 au 12 décembre 2019. À l'inverse d'une motion de dissolution, cette loi ordinaire avait nécessité un vote de la Chambre des Lords, mais sur lequel le vote de celle des Communes primait.
Les élections de 2019 ayant été remportées par le parti conservateur, ce dernier procède comme annoncé à l'abrogation du système de mandat fixe. Le Dissolution and Calling of Parliament Act 2022, qui refait des cinq ans une durée maximum et redonne au seul Premier ministre la possibilité de convoquer de nouvelles élections sur sa simple demande, est déposé à la Chambre le 12 mai 2021. Voté à l'issue des débats parlementaires en septembre 2021, le texte est envoyé à la Chambre des Lords, qui tente le 9 février 2022 de l'amender de manière que la Chambre des communes puisse voter sur sa dissolution. Cet amendement est rejeté par la chambre des communes, qui vote à nouveau le texte dans sa forme d'origine le 14 mars 2022, et celui ci reçoit l'assentiment royal le 24 mars suivant.